# لوتک صفرشاه
لوتک صفرشاه یا سوردغال، روستایی در دهستان لوتک بخش مرکزی شهرستان هامون در استان سیستان و بلوچستان ایران است.

## جمعیت
بر پایه سرشماری عمومی نفوس و مسکن در سال ۱۳۹۵، جمعیت این روستا برابر با ۷۴۳ نفر (۱۷۴ خانوار) بوده است.